# 邱庆洲
拿督邱庆洲（1952年3月1日—2024年10月15日），马来西亚政治人物，曾经担任沙巴州亚庇国会议员，以及沙巴州路阳州议员。曾是民主行动党中央委员、民主行动党沙巴州联委会主席、马华公会党员，以及沙巴民意党署理主席。

## 政治生涯
2008年大选，代表民主行动党成功当选为沙巴州亚庇国会议员。2013年大选，代表民主行动党出战沙巴路阳州席，成功当选为路阳州议员。2013年9月，退出民主行动党。2014年8月17日，正式加入马华公会。2018年，加入沙巴民意党，担任该党的署理主席。2020年沙巴州选举，代表沙巴民意党出战沙巴路阳州席，最终败选。

## 个人荣誉
- 沙巴：
  -  神山辉煌勋章（PGDK）—拿督（2017年）[9][10]